# تروسی
تروسی (به فرانسوی: Trucy) یک کمون در فرانسه است که در پیکاردی واقع شده‌است.

## خصوصیات
تروسی ۳٫۰۱ کیلومترمربع مساحت و ۱۳۸ نفر جمعیت دارد و ۱۰۰ متر بالاتر از سطح دریا واقع شده‌است.